# Rego Melo
João da Silva Rego Melo, mais conhecido como Rego Melo (? — 9 de fevereiro de 1900) foi um advogado, magistrado e político brasileiro.
Foi senador pelo Estado de Alagoas entre 1894 e 1900, além de deputado estadual e procurador-geral do estado.